# Vjačeslav Gorpišin
Vjačeslav Nikolajevič Gorpišin (rusko Вячеслав Николаевич Горпишин), ruski rokometaš, * 20. januar 1970.
Leta 2000 je na poletnih olimpijskih igrah v Sydneyju v sestavi ruske reprezentance osvojil zlato olimpijsko medaljo, čez štiri leta pa še bronasto medaljo.
Udeležil se je tudi iger leta 1992 s Združeno ekipo; a ker ni odigral niti ene tekme, ni prejel zlate medalje.